# Весёлый (Новоаннинский район)
Весёлый — хутор в Новоаннинском районе Волгоградской области России, в составе Староаннинского сельского поселения.

## География
Расположен в северо-западной части области, в лесостепи, в пределах Приволжской возвышенности, являющейся частью Восточно-Европейской равнины.
Абсолютная высота 80 метров над уровня моря.

## Население
| 2010 |
| ---- |
| 77   |

Гендерный состав
По данным Всероссийской переписи населения 2010 года в гендерной структуре населения из 77 человек мужчин — 36, женщин — 41 (46,8 и 53,2 % соответственно).
Национальный состав
Согласно результатам переписи 2002 года, в национальной структуре населения
русские составляли 100 % из общей численности населения в 78 человек

## Инфраструктура
Личное подсобное хозяйство.

## Транспорт
Просёлочные дороги.